# Sis dies de Chicago
Els Sis dies de Chicago era una cursa de ciclisme en pista, de la modalitat de sis dies, que es corria a Chicago (Estats Units d'Amèrica). La seva primera edició data del 1915 i es va disputar fins al 1957.

## Palmarès
| Any      | Primers                                 | Segons                                  | Tercers                              |
| -------- | --------------------------------------- | --------------------------------------- | ------------------------------------ |
| 1915 (1) | Oscar Egg · Francesco Verri             | Jimmy Moran · Reginald McNamara         | Clarence Carman · Frank Corry        |
| 1915 (2) | William Hanley · Percy Lawrence         | Martin Ryan · Lloyd Thomas              | Gordon Walker · Robert Walthour      |
| 1916     | Robert Spears · Reginald McNamara       | Percy Lawrence · Jake Magin             | George Cameron · Harry Kaiser        |
| 1917     | Francesco Verri · Reginald McNamara     | Frank Corry · Jake Magin                | Peter Drobach · Eddy Madden          |
| 1918-20  | No disputats                            | No disputats                            | No disputats                         |
| 1921 (1) | Jake Magin · Eddy Madden                | Alfred Hill · Ernest Kockler            | Willy Lorenz · Fred Weber            |
| 1921 (2) | Jake Magin · Eddy Madden                | Bob Fitzimmons · Harry Horan            | Ray Eaton · Harry Kaiser             |
| 1922 (1) | Alfred Goullet · Ernest Kockler         | Willy Coburn · Dave Lands               | William Hanley · Lloyd Thomas        |
| 1922 (2) | Willy Coburn · Dave Lands               | Percy Lawrence · Lloyd Thomas           | Cesar Debaets · Alois Persyn         |
| 1923 (1) | Oscar Egg · Maurice Brocco              | Alfred Goullet · Bob Walthour           | Harry Horan · Lloyd Thomas           |
| 1923 (2) | Carl Stockholm · Ernest Kockler         | Willy Coburn · Maurice Brocco           | Percy Lawrence · Joe Kopsky          |
| 1924 (1) | Oscar Egg · Alfred Grenda               | Carl Stockholm · Ernest Kockler         | Maurice Declerck · Eddy Madden       |
| 1924 (2) | Harry Horan · Bob Walthour              | Maurice Declerck · Alfred Taylor        | Henri Stockelynck · Franco Giorgetti |
| 1925 (1) | Reginald McNamara · Bob Walthour        | Henri Stockelynck · Alfons Goossens     | Harry Horan · Eddy Madden            |
| 1925 (2) | Fred Spencer · Bob Walthour             | Harry Horan · Harris Horder             | Reginald McNamara · Alfons Goossens  |
| 1926 (1) | Reginald McNamara · Bob Walthour        | Fred Spencer · Franco Giorgetti         | Henri Stockelynck · Alfons Goossens  |
| 1926 (2) | Dave Lands · Otto Petri                 | Anthony Beckman · Charles Winter        | Reginald McNamara · Alfons Goossens  |
| 1927 (1) | Carl Stockholm · Franco Giorgetti       | Fred Spencer · Charles Winter           | Harry Horan · Eddy Madden            |
| 1927 (2) | Bob Walthour · Franco Giorgetti         | Klaas van Nek · Alfons Goossens         | Carl Stockholm · Fred Spencer        |
| 1928 (1) | Anthony Beckman · Gerard Debaets        | Fred Spencer · Bob Walthour             | Klaas van Nek · Dave Lands           |
| 1928 (2) | Piet van Kempen · Mike Rodak            | William Fenn Jr · Bob Walthour          | George Dempsey · Gerard Debaets      |
| 1928 (3) | Franz Duelberg · Jimmy Walthour         | Paul Broccardo · Alfred Letourneur      | Anthony Beckman · Franco Giorgetti   |
| 1929 (1) | Franz Duelberg · Franco Giorgetti       | Paul Broccardo · Alfred Letourneur      | Willie Grimm · Dave Lands            |
| 1929 (2) | Reginald McNamara · Gaetano Belloni     | Paul Broccardo · Alfred Letourneur      | Franz Duelberg · Viktor Rausch       |
| 1930 (1) | Anthony Beckman · Gerard Debaets        | Paul Broccardo · Alfonso Zucchetti      | Fred Spencer · Charles Winter        |
| 1930 (2) | Marcel Guimbretiere · Alfred Letourneur | Paul Broccardo · Franco Giorgetti       | Adolphe Charlier · Roger De Neef     |
| 1931 (1) | Willie Grimm · Emil Richli              | Marcel Guimbretiere · Alfred Letourneur | Reginald McNamara · Charles Winter   |
| 1931 (2) | Franz Duelberg · Willie Grimm           | Marcel Guimbretiere · Alfred Letourneur | Franco Giorgetti · Gerard Debaets    |
| 1932 (1) | Jan Pijnenburg · Adolphe Van Nevele     | Marcel Guimbretiere · Alfred Letourneur | Reginald McNamara · Harry Horan      |
| 1932 (2) | Jules Audy · William Peden              | Alfredo Binda · Norman Hill             | Gerard Debaets · Alfred Letourneur   |
| 1933 (1) | Gerard Debaets · Alfred Letourneur      | Jules Audy · Willie Grimm               | Henri Lepage · Prudent Delille       |
| 1933 (2) | Ewald Wissel · Jimmy Walthour           | Alfred Letourneur · William Peden       | George Dempsey · Robert Thomas       |
| 1934 (1) | Tony Shaller · William Peden            | Tino Reboli · Edoardo Severgnini        | Reginald McNamara · Dave Lands       |
| 1934 (2) | Gerard Debaets · Alfred Letourneur      | Jack Schaller · Robert Thomas           | Jerry Rodman · Cecil Yates           |
| 1935 (1) | Franco Giorgetti · Alfred Letourneur    | Tino Reboli · Robert Thomas             | Ernst Bühler · Tony Shaller          |
| 1935 (2) | Gustav Kilian · Heinz Vopel             | Jerry Rodman · Alfred Hill              | Jules Audy · William Peden           |
| 1936 (1) | Gustav Kilian · Heinz Vopel             | Jules Audy · William Peden              | Jerry Rodman · Robert Thomas         |
| 1936 (2) | Emile Diot · Emile Ignat                | Gustav Kilian · Heinz Vopel             | Jerry Rodman · Cecil Yates           |
| 1937 (1) | Emile Diot · Emile Ignat                | Alvaro Giorgetti · Cor Wals             | Jules Audy · William Peden           |
| 1937 (2) | Gustav Kilian · Heinz Vopel             | Emile Diot · Emile Ignat                | Douglas Peden · William Peden        |
| 1938 (1) | Gustav Kilian · Heinz Vopel             | Douglas Peden · William Peden           | Tino Reboli · Gerard Debaets         |
| 1938 (2) | Omer De Bruycker · Alfred Letourneur    | Douglas Peden · William Peden           | Tino Reboli · Gerard Debaets         |
| 1938 (3) | Gustav Kilian · Heinz Vopel             | Douglas Peden · William Peden           | Marcel Guimbretiere · Gerard Debaets |
| 1939 (1) | Gustav Kilian · Robert Thomas           | Heinz Vopel · Cecil Yates               | Douglas Peden · William Peden        |
| 1939 (2) | Douglas Peden · William Peden           | Cecil Yates · Jerry Rodman              | Jules Audy · Henry O'Brien           |
| 1940     | Cecil Yates · William Peden             | Douglas Peden · Archie Bollaert         | Charles Bergna · Angelo De Bacco     |
| 1941     | No disputats                            | No disputats                            | No disputats                         |
| 1942     | Cecil Yates · Douglas Peden             | Charles Bergna · Angelo De Bacco        | Charly Yaccino · William Peden       |
| 1943-45  | No disputats                            | No disputats                            | No disputats                         |
| 1946     | Erwin Pesek · Tino Reboli               | Michael Abt · Rene Cyr                  | Bill Jacoby · Charly Yaccino         |
| 1947     | Bill Anderson · Stanley Bransgrove      | Bill Jacoby · Alfred Letourneur         | Erwin Pesek · Charly Yaccino         |
| 1948     | Walter Diggelmann · Hugo Koblet         | Roger De Corte · André Maelbrancke      | Erwin Pesek · Charly Yaccino         |
| 1949-56  | No disputats                            | No disputats                            | No disputats                         |
| 1957     | Peter Post · Harm Smits                 | Erwin Pesek · Ted Ernst                 | Mino De Rossi · Jack Heid            |